# Westlich Raron
Het district Westlich Raron (Frans: Rarogne occidental) behoort tot het Zwitserse kanton Wallis met als hoofdplaats Raron. Het district omvat de volgende gemeenten:
| Gemeentenaam     | Inwoners (x) | Oppervlakte (km²) |
| ---------------- | ------------ | ----------------- |
| Ausserberg       | 642          | 10,1              |
| Blatten          | 290          | 90,6              |
| Bürchen          | 725          | 13,4              |
| Eischoll         | 449          | 13,8              |
| Ferden           | 254          | 27,9              |
| Kippel           | 364          | 11,7              |
| Niedergesteln    | 689          | 17,5              |
| Raron            | 1.900        | 30,3              |
| Steg-Hohtenn     | 1.558        | 14,3              |
| Unterbäch        | 411          | 22,0              |
| Wiler (Lötschen) | 582          | 14,7              |

Brig · Conthey · Entremont · Goms · Hérens · Leuk · Martigny · Monthey · Östlich Raron · Saint-Maurice · Sierre · Sion · Visp · Westlich Raron